# Piramide van Pepi I
De piramide van Pepi I in Saqqara is het graf van Pepi I, een farao uit de 6e dynastie. Tegenwoordig is de piramide een ruïne, maar men vermoedt dat hij ooit 52 meter hoog, en 78 meter lang (en en breed) was. Het is niet zeker wanneer de piramide is vernietigd, maar volgens teksten die bij de piramide zijn gevonden, was hij tijdens de 19e dynastie nog in goede staat.
De piramide is grotendeels vernietigd, vermoedelijk door steendieven. In de piramide, en in de complexen rondom hem, is echter nog veel gevonden. Zo zijn er in de piramide verschillende stukken gereedschap gevonden.
In de grafkamer lag een kapotte sarcofaag. Een stukje van een mummie werd gevonden, waarvan het echter niet zeker is of het de mummie van Pepi was, stukjes van het linnen waar de mummie ooit in had gelegen, en scherven van de canopen. Ook waren er beelden van vijanden, die met hun handen achter hun rug gebonden, geknield zaten. Deze werden gevonden op de open plaats voor de piramide, mogelijk om grafschenners af te weren.
In het complex stond een kleine piramide waarvan het doel niet bekend is; het is zeker dat er niemand begraven lag. De tempel voor de piramide lijkt te zijn afgekeken van die van Teti, de eerste farao van Pepi's dynastie.
Ten zuiden van de piramide van Pepi zijn zes kleinere piramides gevonden. Hier lagen de vrouwen van Pepi begraven, en een prinses.

Weergave van het piramidecomplex van Pepi I
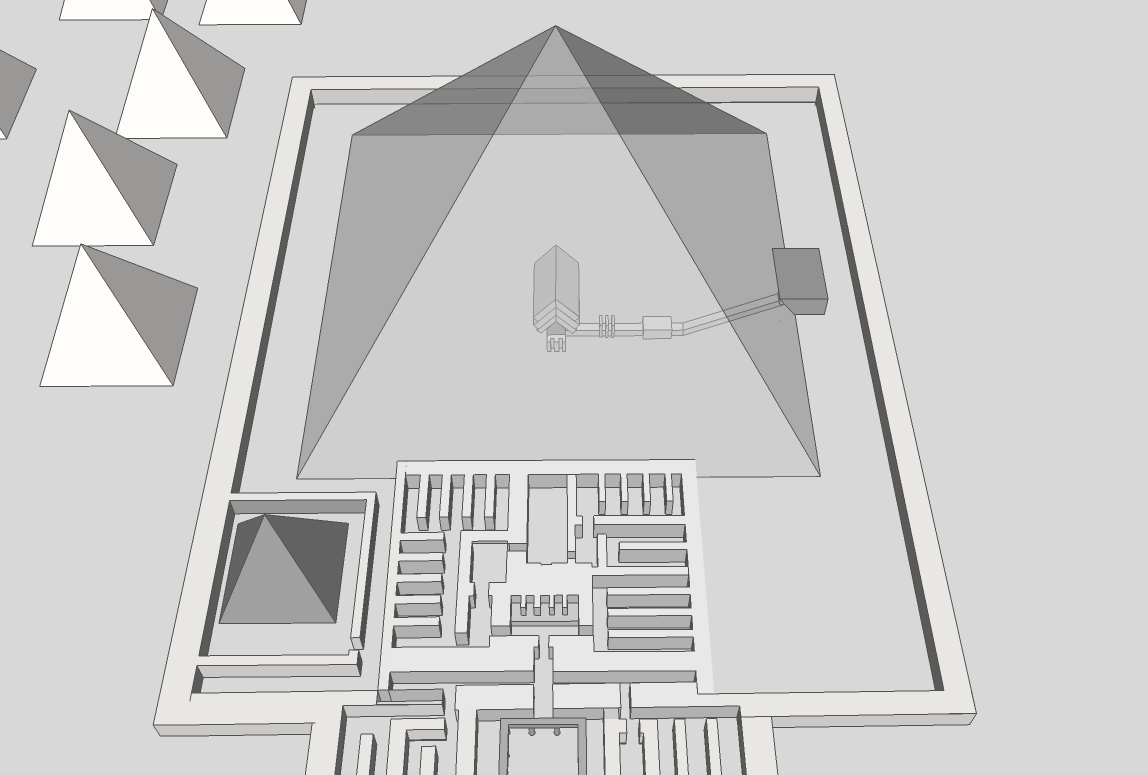
Reconstructie van de piramide van Pepi I
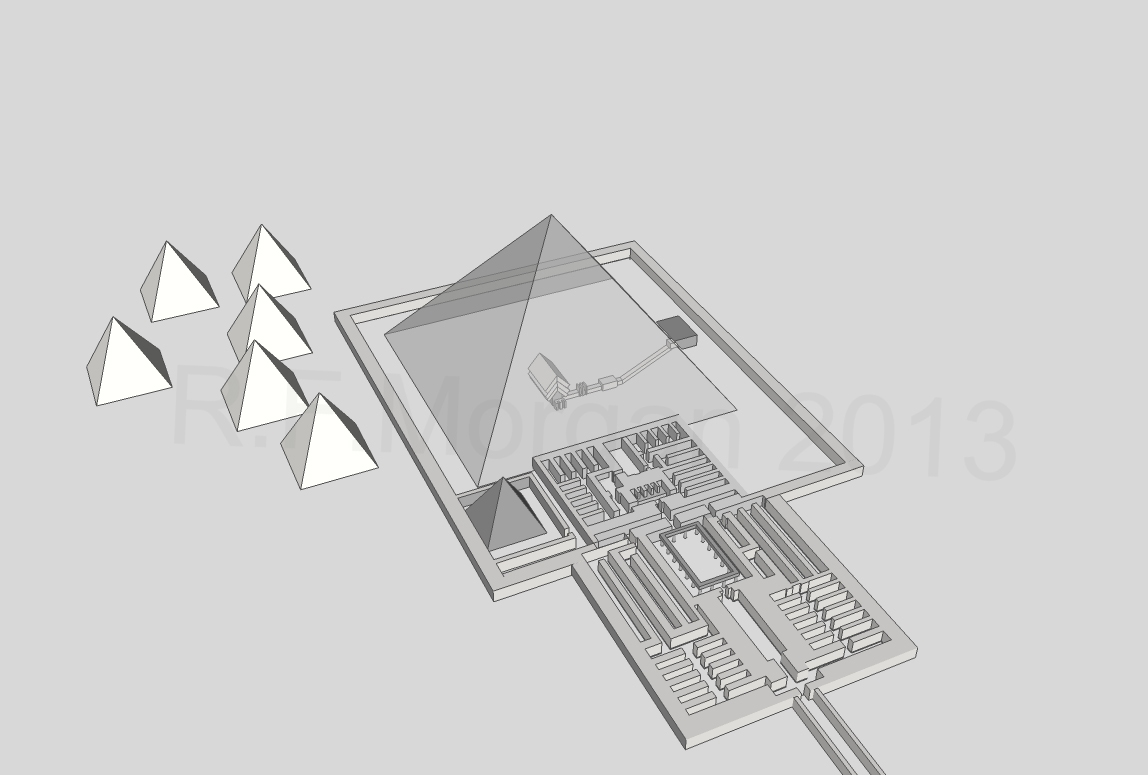
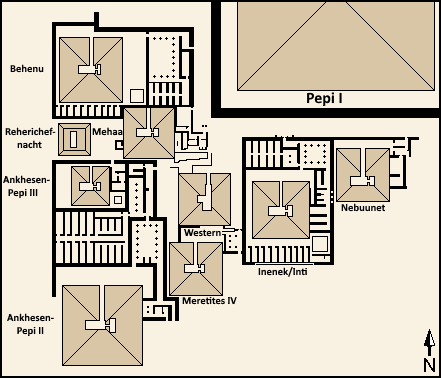
De koninginnenpiramides van Pepi I